# William Rejchtman Vinciguerra
William Rejchtman Vinciguerra (* 10. Februar 2007) ist ein schwedischer Tennisspieler.

## Persönliches
Rejchtman Vinciguerra ist der Sohn von Robert Vinciguerra und der Neffe des ehemaligen Tennisspielers Andreas Vinciguerra. Er wird von seinem Vater sowie von Thomas Högstedt betreut. Letzterer war u. a. Trainer von Marija Scharapowa und Caroline Wozniacki.
Er erhielt 2023 ein Stipendium der Streber Foundation in Höhe von 100.000 schwedischen Kronen, was etwas unter 10.000 Euro entspricht.

## Karriere
Rejchtman Vinciguerra spielte seit 2021 auf der ITF Junior Tour. Dort nahm er 2024 an allen vier Grand-Slam-Turnieren teil. Im Einzel konnte er zweimal die erste Runde überstehen. Größeren Erfolg hatte er auf der zweithöchsten Turnierkategorie J300, wo er im Einzel und Doppel je einen Titel gewann. Hinzu kamen drei weitere Einzel- und zwei Doppeltitel. In der Junioren-Rangliste erreichte er mit Platz 26 seine höchste Notierung.
Bei den Profis spielte Rejchtman Vinciguerra bislang wenige Turniere, er erspielte sich aber erste Punkte für die Weltrangliste. Durch eine Wildcard kam er 2024 zu seinem Debüt in der Doppelkonkurrenz der ATP Tour. Zusammen mit Leo Borg schied er dort in der ersten Runde gegen Federico Coria und Taro Daniel aus.